# 中国共产党常宁市委员会
中国共产党常宁市委员会（简称中共常宁市委）是中国共产党在湖南省衡阳市常宁市的领导机关。前身是中国共产党常宁县委员会。
1949年10月20日，晋中南下工作团的南下干部陈茂艺抵达常宁县，成为首任中共常宁县委书记。

## 职责
根据《中国共产党地方委员会工作条例》，中国共产党地方委员会主要实行政治、思想和组织领导，承担下列职能：
1. 对本地区重大问题作出决策。
2. 通过法定程序使党组织的主张成为地方性法规、地方政府规章或者其他政令。
3. 加强对本地区宣传思想文化工作的领导，牢牢掌握意识形态工作领导权、话语权。
4. 按照干部管理权限任免和管理干部，向地方国家机关、政协组织、人民团体、国有企事业单位等推荐重要干部。
5. 支持和保证人大、政府、政协、法院、检察院、人民团体等依法依章程独立负责、协调一致地开展工作，发挥这些组织中党组的领导核心作用。
6. 加强对本地区群团工作和统一战线工作的领导。
7. 动员、组织所属党组织和广大党员，团结带领群众实现党的目标任务。

## 历任书记
| 姓名   | 就任日期      | 离任日期   | 备注               |
| ------ | ------------- | ---------- | ------------------ |
| 陈茂艺 | 1949年10月    | 1953年6月  | 县委书记、第一书记 |
| ……     |               |            |                    |
| 周正雄 | 2013年1月31日 | 2013年12月 |                    |
| 何录春 | 2013年12月    | 2014年12月 |                    |
| 刘达祥 | 2016年7月     | 2021年5月  | [ 3 ]              |
| 吴乐胜 | 2021年7月29日 |            | [ 4 ]              |